# Taylor Momsen
Taylor Momsen (ur. 26 lipca 1993 w Saint Louis) – amerykańska wokalistka, kompozytorka, modelka i niegdyś aktorka, znana z ról w serialu Plotkara (2007–2012) i filmie Grinch: Świąt nie będzie (2000). Od 2009 jest liderką i wokalistką rockowego zespołu The Pretty Reckless.

## Wczesne lata
Taylor Momsen urodziła się 26 lipca 1993 w Saint Louis w stanie Missouri. Jej rodzicami są Michael i Collette Momsen. Taylor ma młodszą siostrę, aktorkę Sloane. Momsen ma rosyjskie pochodzenie. Została wychowana w wyznaniu rzymskokatolickim i uczęszczała do katolickich szkół. Mimo tego teraz nie uważa się za osobę religijną. Taylor studiowała taniec w centrum artystycznym w St. Louis.
Momsen została zatrudniona do agencji modelingu Ford Models w bardzo młodym wieku: „Moi rodzice podpisali kontrakt z modelingiem, kiedy miałam 2 lata. Żaden dwulatek nie chce pracować, ale nie miałam wyboru. Moje całe życie, byłam w szkole i od razu z niej się zwalniałam. Nie miałam przyjaciół. Cały czas pracowałam i nie miałam prawdziwego życia”. Rozpoczęła profesjonalne aktorstwo w wieku trzech lat w 1997 roku, występując w reklamie.

## The Pretty Reckless
The Pretty Reckless jest post grunge’owym zespołem założonym przez Taylor Momsen. Zespół miał początkowo nazywać się „The Reckless” (pol. lekkomyślny), ale zmienił się na „The Pretty Reckless” ponieważ uznano, że „The Reckless” to nazwa za mało komercyjna. W wywiadzie udzielonym dla MTV, Momsen wyjawiła, że wpływy na zespół mają The Beatles wraz z wieloma grunge’owymi zespołami, takimi jak Soundgarden, Audioslave, Hole i Nirvana. Taylor podziwia Debbie Harry, Joan Jett, Cherie Currie i Courtney Love. 17 sierpnia 2009 grupa dodała na Myspace demo piosenek „Zombie” i „He Loves You”.

## Filmografia
| Rok  | Tytuł                       | Rola                       | Notatki |
| ---- | --------------------------- | -------------------------- | ------- |
| 1999 | Zagadka proroka             | Honey Bee Swan             |         |
| 2000 | Grinch: Świąt nie będzie    | Cindy Lou Who              |         |
| 2002 | Byliśmy żołnierzami         | Julie Moore                |         |
| 2002 | Jaś i Małgosia              | Małgosia                   |         |
| 2002 | Mali agenci 2: Wyspa marzeń | Córka prezydenta/Alexandra |         |
| 2006 | Shiloh w opałach            | Samantha Wallace           |         |
| 2007 | Paranoid Park               | Jennifer                   |         |
| 2007 | Ultrapies                   | Molly                      |         |
| 2008 | Szkoła szpiegowania         | Madison Kramer             |         |

| Rok       | Tytuł              | Rola           | Notatki                                                                                               |
| --------- | ------------------ | -------------- | --- |
| 1998      | Zdarzyło się jutro | Allie          | „A Minor Miracle” (sezon 2, odcinek 11; niewymieniona w czołówce)                                     |
| 2006      | Misconceptions     | Hopper Watson  | „Got to Get You Out of My Life (Pilot)” (sezon 1, odcinek 1) „Bad Guy's Day Off” (sezon 1, odcinek 4) |
| 2007–2012 | Plotkara           | Jenny Humphrey | 87 odcinków                                                                                           |

## Nagrody i wyróżnienia
| Rok  | Kategoria      | Tytułem       | Nagroda         | Nota | Źródło |
| ---- | -------------- | ------------- | --------------- | ---- | ------ |
| 2014 | Hottest Female | Taylor Momsen | Kerrang! Awards | Laur | [ 9 ]  |